# 大和高田郵便局
大和高田郵便局（やまとたかだゆうびんきょく）は、奈良県大和高田市にある郵便局。民営化前の分類では集配普通郵便局であった。

## 概要
住所：〒635-8799 奈良県大和高田市神楽2-7-46

### 併設施設
- ゆうちょ銀行奈良地域センター（直営店ではない）

### 分室
分室はなし。過去に存在した分室は以下のとおり。
- 保険分室 - 1951年（昭和26年）に廃止。

## 沿革
- 1872年2月3日（明治4年12月25日） - 高田郵便取扱所として開設[1]。
- 1875年（明治8年）1月1日 - 高田郵便局（五等）となる。
- 1876年（明治9年）7月 - 為替取扱を開始。
- 1878年（明治11年） - 貯金取扱を開始。
- 1894年（明治27年）3月25日 - 高田郵便電信局となる。
- 1903年（明治36年）4月1日 - 通信官署官制の施行に伴い高田郵便局となる。
- 1937年（昭和12年）11月16日 - 大和高田郵便局に改称、等級を三等から二等に改定[2]。
- 1951年（昭和26年）10月8日 - 保険分室を廃止[3]。
- 1956年（昭和31年）10月5日 - 電話通話および和文電報受付事務の取扱を開始。
- 1974年（昭和49年）2月18日 - 大和高田市本郷から同市神楽に移転。
- 1978年（昭和53年）3月6日 - 箸尾郵便局(〒636-02→〒635)から集配業務の一部[4]を移管。
- 1996年（平成8年）7月1日 - 外国通貨の両替および旅行小切手の売買に関する業務取扱を開始。
- 2006年（平成18年）9月19日 - 新庄郵便局（〒639-2199→〒639-2113）から集配業務を移管[5]。
- 2007年（平成19年）10月1日 - 民営化に伴い、併設された郵便事業大和高田支店に一部業務を移管。
- 2012年（平成24年）10月1日 - 日本郵便株式会社発足に伴い、郵便事業大和高田支店を大和高田郵便局に統合。
- 2022年（令和4年）4月1日-かんぽサービス部を設置。

## 取扱内容
- 郵便、印紙、ゆうパック、内容証明
- 貯金、為替、振替、振込、国際送金、外貨両替・トラベラーズチェック、国債、投資信託
- 生命保険、バイク自賠責保険、がん保険、引受条件緩和型医療保険
- ゆうちょ銀行ATM
- 大和高田市内、葛城市内（旧北葛城郡當麻町域の一部[6]を除く）、北葛城郡広陵町内（〒635-00xx、635-08xx、639-21xx）の集配業務
- ゆうゆう窓口

## 風景印
- 図柄は不動院本堂と馬冷池公園。局名表記は「大和高田」
- 使用開始日は1983年1月25日

## 周辺
- 高田警察署
- 築山古墳

## アクセス
- 近鉄大阪線大和高田駅から徒歩約6分。
- JR西日本和歌山線・桜井線高田駅から徒歩約12分。
- 奈良交通「近鉄高田駅」、もしくは大和高田市コミュニティバス（きぼう号）「近鉄大和高田駅」下車。
- 大和高田バイパス東室ランプから北へ約3km。
- 国道165号神楽交差点を南へすぐ。